# New Recreation Ground

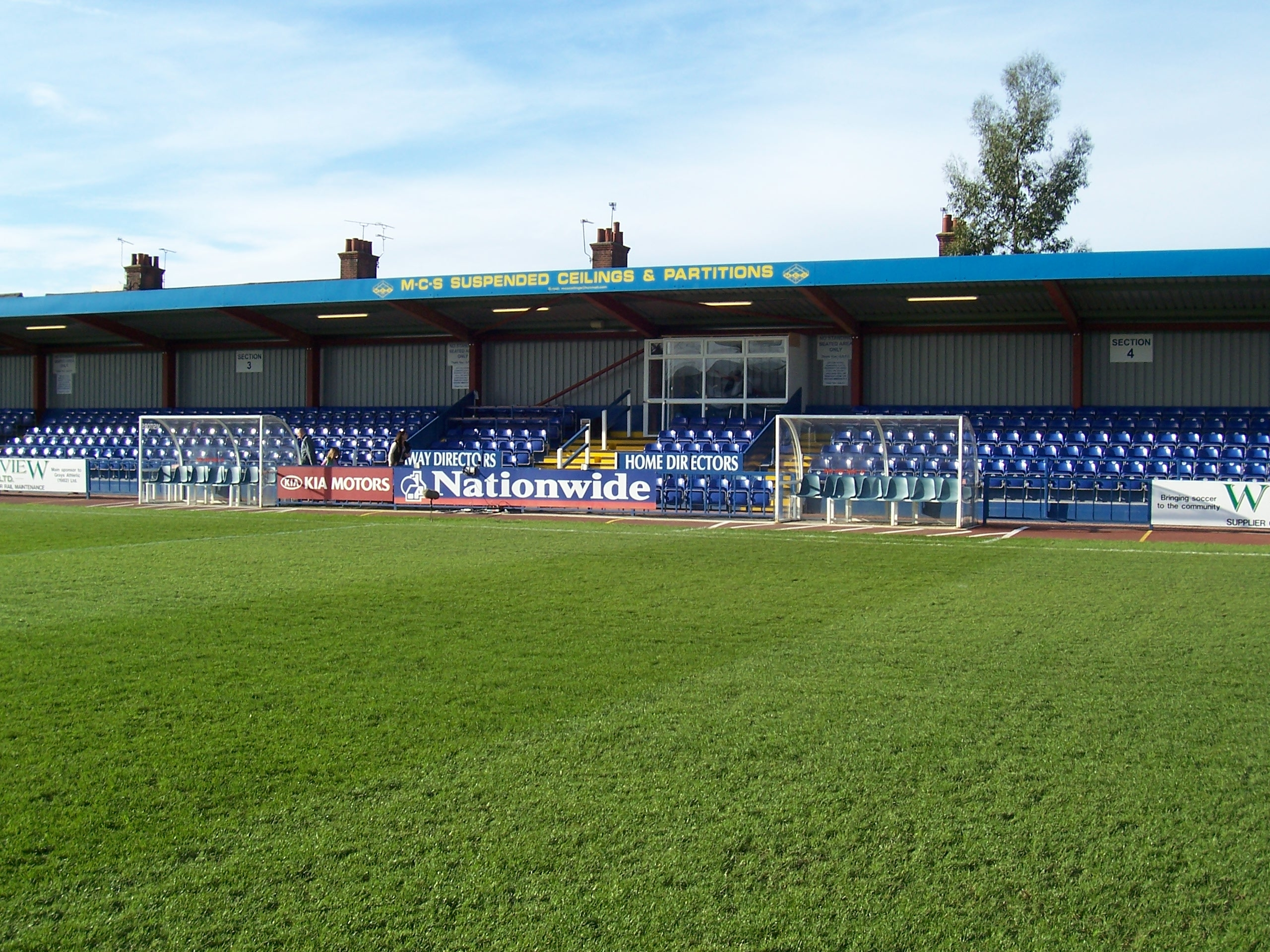
New Recreation Ground

New Recreation Ground är en fotbollsarena i Grays, Essex, England. Den kan ta 3 000 åskådare och är hemmaplan för Grays Athletic.